# Kanton Orange-Ouest
Der Kanton Orange-Ouest war bis 2015 ein französischer Wahlkreis im Département Vaucluse in der Region Provence-Alpes-Côte d’Azur. 2015 wurde er im Rahmen einer landesweiten Neugliederung der Kantone aufgelöst. 

## Gemeinden
Der Kanton bestand aus einem Teil der Stadt Orange (angegeben ist hier die Gesamteinwohnerzahl) und weiteren drei Gemeinden:
| Gemeinde            | Einwohner Jahr | Fläche km² | Bevölkerungsdichte | Code INSEE | Postleitzahl |
| ------------------- | -------------- | ---------- | ------------------ | ---------- | ------------ |
| Caderousse          | 2.747 (2013)   | 32,39      | 85 Einw./km²       | 84027      | 84860        |
| Châteauneuf-du-Pape | 2.199 (2013)   | 25,85      | 85 Einw./km²       | 84037      | 84230        |
| Orange              | 29.193 (2013)  | –          | – Einw./km²        | 84087      | 84100        |
| Piolenc             | 5.103 (2013)   | 24,8       | 206 Einw./km²      | 84091      | 84420        |